# Heretics of Dune
Heretics of Dune là một cuốn tiểu thuyết khoa học viễn tưởng năm 1984 của Frank Herbert. Là cuốn thứ năm trong loạt sáu cuốn tiểu thuyết gốc về Dune, tác phẩm được The New York Times xếp hạng là tiểu thuyết bìa cứng bán chạy thứ 13 năm 1984.